# غلامحسین اسماعیلی
غلامحسین اسماعیلی (زادهٔ ۱۳۴۴) سیاستمدار و حقوقدان ایرانی است که از فروردین ۱۴۰۴ مستشار شعبه اول دیوان عالی کشور است. وی پیش‌تر از سال ۱۴۰۰ تا ۱۴۰۳ در دولت سیزدهم به‌عنوان رئیس دفتر رئیس‌جمهور ایران فعّالیت می‌کرد. او از سال ۱۳۹۸ تا ۱۴۰۰ سمت سخنگوی قوه قضائیه را برعهده داشت.
وی دانش‌آموختهٔ دکترای حقوق خصوصی با درجه عالی از دانشگاه تربیت مدرس است. اسماعیلی عضو معاون شعبه دیوان عالی کشور بود و از سال ۱۳۸۸ تا اردیبهشت ۱۳۹۳، ریاست سازمان زندان‌ها و اقدامات تأمینی و تربیتی کشور را بر عهده داشت. در زمانی که وی ریاستِ این سازمان را بر عهده داشت، پس از انتشار خبرهایی در مورد ضرب و شتم زندانی‌های بند ۳۵۰ زندان اوین توسط مأموران امنیتی و زندان‌بانان و سپس انکار موضوع توسط غلامحسین اسماعیلی، صادق لاریجانی، رئیس قوه قضائیه وقت، به‌طور غیرمنتظره‌ای علی‌اصغر جهانگیر، رئیس سابق مرکز حفاظت اطلاعات قوه قضائیه را جایگزین غلامحسین اسماعیلی کرد. اسماعیلی قبل از ریاست بر سازمان زندان‌های ایران، دادستان عمومی و انقلاب شهر مشهد بود. او از سال ۱۳۹۸ تا ۱۴۰۰ به مدّت ۲ سال، ششمین سخنگوی قوه قضائیه بود. اسماعیلی در ۱۷ مرداد ۱۴۰۰ از سوی سید ابراهیم رئیسی به سمت رئیس دفتر رئیس‌جمهور ایران منصوب شد.
اخیرا کاترین شکدم اعتراف کرده که برای دیدار با رئیس جمهور رئیسی با اسماعیلی رابطه‌ی جنسی برقرار کرده.

## وقایع مهم در دوران تصدی ریاست سازمان زندان‌ها

### ضرب و شتم زندانیان بند ۳۵۰ زندان اوین
با وجود شهادت مکرر خانواده‌های این زندانیان در مورد مشاهده آثار ضرب و شتم بر روی بدن بستگان زندانی خود، غلامحسین اسماعیلی برخورد خشونت‌آمیز با زندانیان را تکذیب کرد. استفاده از مأمورانی که از کارکنان زندان نیستند، برای تفتیش وسایل شخصی زندانیان بند ۳۵۰، از دیگر موارد تخلف غلامحسین اسماعیلی از آیین‌نامه زندان‌ها در حوادث بند ۳۵۰ اوین بوده است. وی با حضور در یک فیلم تلویزیونی، بر تکذیب برخورد خشونت‌آمیز با زندانیان پافشاری کرد. نمایش این فیلم، با واکنش گسترده خانواده‌های زندانیان و کاربران شبکه‌های مجازی فارسی‌زبان مواجه شد که معتقد بودند در فیلم، هیچ شاهدی در اثبات اظهارات رئیس سازمان زندان‌ها وجود نداشته است.
غلامحسین اسماعیلی، رئیس پیشین سازمان زندان‌ها ساعاتی پس از حکم رئیس قوه قضاییه گفته است «مقدمات موضوع رفتن من از این سازمان از چهار ماه پیش مشخص شده بود و این موضوع هیچ ارتباطی با آنچه در زندان اوین رخ داد، ندارد.» اسماعیلی افزود: «اگر این دو موضوع به یکدیگر مرتبط بود، به‌طور قطع چنین جایگاه خطیری را به من نمی‌دادند.»

## تحریم‌ها
۲۳ فروردین ۱۳۹۰، اتحادیه اروپا غلامحسین اسماعیلی را به دلیل نقض گسترده و شدید حقوق شهروندان ایرانی تحریم کرد. بر اساس این تحریم، او حق ورود به کشورهای اتحادیه اروپا را نخواهد داشت و دارایی‌هایش نیز در این کشورها توقیف می‌شوند. طبق بیانیه اتحادیه اروپا، غلامحسین اسماعیلی به عنوان رئیس سازمان زندان‌ها و اقدامات تأمینی و تربیتی کشور در بازداشت معترضان سیاسی و پنهان‌کاری در مورد نقض حقوق بشر در زندان‌ها مشارکت داشته است.
 ۱۸ سپتامبر ۲۰۲۴ دولت کانادا، غلامحسین اسماعیلی را به‌همراه ۴ نفر دیگر از مقامات جمهوری اسلامی که مستقیماً مسئول اجرای سیاست‌های سرکوبگرانه و تبعیض‌آمیز علیه زنان، دختران و اقلیت‌ها هستند، تحریم کرد. مقررات تحریم معاملات فهرست شده با این افراد را ممنوع می‌کند و دارایی‌های آنان در کانادا مسدود و طبق قانون مهاجرت کانادا هرگونه مهاجرت این افراد به کانادا ممنوع و غیرقابل پذیرش است.

## پرونده سعید طوسی
محمود صادقی ۱۲ آبان ۱۳۹۶ با اشاره به استعفای وزیر دفاع بریتانیا پس از اتهام آزار جنسی و اشاره غیرمستقیم به طوسی، نامه‌های رئیس کمیسیون قضایی و اصل ۹۰ مجلس به قوه قضائیه دربارهٔ پرونده طوسی که پس از پیگیری‌های وی به آن قوه فرستاده شده بودند را در توئیتر خود منتشر کرد و نوشت «اینجا پرونده مربی صوت و لحن را پس از صدور حکم بدوی از دادگاه تجدیدنظر می‌گیرند». در یکی از نامه‌ها الهیار ملکشاهی، رئیس کمیسیون قضایی و حقوقی مجلس به رئیس کل دادگستری تهران از بلاتکلیفی بلند مدت و «حسب اظهار دادرسی بلاجهت متوقف شده» گفته است و دیگری داوود محمدی، رئیس کمیسیون اصل ۹۰ خطاب به صادق لاریجانی از این گفته که پس از محکومیت طوسی در شعبه ۱۰۵۷ دادگاه کارکنان دولت به ۴ سال حبس، «پرونده برای بررسی مجدد به شعبه ۵۶ دادگاه تجدیدنظر تهران ارجاع و نامه مورخ ۱۶ شهریور ۱۳۹۵ ریاست شعبه مزبور دلالت دارد که پرونده کلاسه ۹۴۰۶۲۰ توسط ریاست محترم دادگستری استان تهران از شعبه گرفته شده و تاکنون عودت داده نشده است.» و «با توجه به اینکه پرونده مذکور بر اثر جنجال رسانه‌ای در معرض افکار عمومی بوده و سرعت در رسیدگی و در حدود مقررات و قوانین و نهایتاً اجرای عدالت بازتاب و آثار مثبتی در جامعه خواهد داشت، دستور فرمایید به نحو مقتضی نسبت به تعیین تکلیف هرچه سریع‌تر این پرونده اقدامات شایسته و قانونی معمول گردد.»

## واکنش به خودسوزی سحر خدایاری
پس از واقعهٔ خودسوزی سحر خدایاری مشهور به دختر آبی در شهریور ۱۳۹۸، اسماعیلی مطالب حاکی از اینکه فردی به سحر خدایاری «گفته است دارای محکومیت هستی و حکمی برایت صادر شده» را ناصحیح دانست و گفت این مطالب «بر اساس یک شایعه سازی و خبر سازی» بوده تا «ذهن افراد جامعه را مشوش کنند و خوراکی برای بیگانگان و معاندین نظام و انقلاب فراهم آورند.» وی همچنین گفت او «در مراجع قضایی به هیچ عنوان محکومیت کیفری نداشته است و اصلاً دادگاهی برای رسیدگی به پرونده او تشکیل نشده است تا بخواهد محکومیتی برای او صادر شده باشد.»

## مسئول مستقیم قضیه زمین کلاک لواسان و دوست صمیمی قاضی منصوری
اکبر طبری، معاون اجرایی سابق قوه قضاییه، در دفاعیات خود خواستار احضار غلامحسین اسماعیلی، سخنگوی قوه قضاییه، به دادگاه خود به عنوان «مسئول مستقیم قضیه زمین کلاک لواسان و دوست صمیمی قاضی منصوری» شد. طبری خواسته از این افراد پرسیده شود «به دستور چه کسی و چه مقامی به نهاد رهبری برده شده‌اند؟» در مستندی که پیش از این گروه «آوانت تی‌وی» تهیه کرده بود اعلام شده بود که غلامحسین اسماعیلی، به عنوان رئیس وقت دادگستری استان تهران، دستور رئیس وقت قوه قضاییه دربارهٔ کلاک را ابلاغ کرده است.